# Schalleria cruciata
Schalleria cruciata är en kvalsterart som beskrevs av Balogh och Sandór Mahunka 1969. Schalleria cruciata ingår i släktet Schalleria och familjen Microzetidae. Inga underarter finns listade i Catalogue of Life.